# Rubia del molar
La Rubia del Molar, originaria de la Comunidad de Madrid cuyo nombre internacional es Somosierra Blond. Se trata de una raza local en grave peligro de extinción.

## Morfología
Agrupa ovinos de tonalidad rubia en cabeza y extremidades, perfil subconvexo, eumétricos, sublongilíneos y de lana basta. Su peso se sitúa entre los 40 y 50 kg las ovejas y 65-75 los carneros.

## Historia de la raza
La oveja rubia del Molar pertenece al tronco Churro. Su antepasado más probable es la oveja latxa de cara rubia, con la que comparte muchas características. Se trata de una raza conocida en su región de origen desde siempre.

## Distribución
El área de ocupación de la raza se sitúa en el Noroeste de la Comunidad Autónoma de Madrid, más concretamente en las comarcas de Lozoya-Somosierra y la Campiña: el Molar, el Vellón, Valdetorres de Jarama, San Agustín de Guadalix, Fuente el Saz de Jarama, Puebla de la Sierra y Colmenar Viejo, principalmente.